# Чжун-цзун
Чжун-цзун (кит. 中宗, 26 ноября 656 — 3 июля 710) — 4-й и 7-й император империи Тан; дважды занимал трон. В 684 был смещён, но в 705—710 годах снова стал императором, девиз правления — «Сишен».

## Биография
При рождении получил имя Ли Сянь. Был третьим сыном императора Гао-цзуна и У Цзэтянь. В 657 году получил титул князя Чжоу и префекта Лояна. В дальнейшем занимал формальную должность, всё время находясь в столице Чанъань у отца. В 677 году получил новый титул — князя Инь, после чего сменил имя на Ли Чжэ. Его мать У Цзэтянь делала всё, чтобы он стал наследником трона, чего удалось добиться в 680 году в результате дворцовых интриг. В 681 году во время болезни отца получил властные полномочия.
После смерти отца в конце 683 года Ли Чжэ получил полную возможность стать императором, что и произошло весной 684 года. Он принял имя Чжун-цзун, однако сразу столкнулся с амбициями матери У Цзэтянь. В итоге Чжун-цзун был свергнут и отправлен в ссылку на территории нынешней провинции Хубэй. Он снова стал Ли Чжэ с титулом князь Лулинь и не принимал участия в заговорах против матери, когда та окончательно взяла власть в свои руки. В 705 году уже больная У Цзэтянь объявила Ли Чжэ наследником трона. В том же году после смерти матери он вновь стал императором под прежним имя Чжун-цзун.
Второй период правления Чжун-цзуна отметился новой борьбой кланов. На этот раз власть фактически захватила жена Чжун-цзуна — императрица Вэй. В этот период времени были установлены торговые отношения с северным государством Бохай. В конце концов 3 июля 710 года Чжун-цзун по приказу императрицы Вэй был отравлен.